# ادسون جونیور
ادسون جونیور (انگلیسی: Édson Júnior؛ زادهٔ ۲۰ مارس ۱۹۹۵) بازیکن فوتبال اهل برزیل است.